# فرودگاه بین‌المللی اینچئون
فرودگاه بین‌المللی اینچئون (به انگلیسی: Incheon International Airport) یک فرودگاه همگانی باربری با کد یاتا ICN است که نهباند فرود آسفالت دارد و میانگین طول باندهای آن ۳۷۵۰ متر است. این فرودگاه یکی از بزرگترین فرودگاه‌های جهان است .این فرودگاه در کشور کره جنوبی قرار دارد و در ارتفاع ۷ متری از سطح دریا واقع شده‌است.

## شرکت‌های هواپیمایی و مقصدهای پروازی

### مسافری
| شرکت‌های هواپیمایی                             | مقصدهای پروازی |
| --------------------------------------------- | --- |
| آئروفلوت                                      | شرمتیوو |
| آئروفلوت اجرا توسط آورورا                     | خاباروفسک ناوی، ولادی‌وستوک، یوژنو-ساخالینسک |
| آئرومکزیکو                                    | مکزیکو سیتی |
| ایرآسیا ایکس                                  | کوالالامپور |
| ایر آستانه                                    | آلماتی، آستانه |
| ایر کانادا                                    | پیرسون تورنتو، ونکوور |
| ایر چاینا                                     | پکن، چنگدو شوانگلیو، چنگچینگ ییانگبی، داندونگ لنگتو، هانگجو ژیاشان، هفئی ژینگیاو، کینگدائو لیوتینگ، تیانجین بینهای، ونچو یونگچیانگ، یانجی چائویانگ‌چون |
| ایر فرانس                                     | شارل دوگل پاریس |
| ایر ایندیا                                    | ایندیرا گاندی، هنگ کنگ، چاتراپاتی شیواجی |
| ایر ماکائو                                    | ماکائو |
| Air Seoul                                     | انتونیو بی وان پت (آغاز از ۱۲ سپتامبر ۲۰۱۷), هیروشیما، هنگ کنگ (آغاز از ۳۱ اکتبر ۲۰۱۷), کوتا کینابالو، کوماموتو، ماکائو، ناگازاکی، ناریتا (آغاز از ۳۱ اکتبر ۲۰۱۷), کانزای (آغاز از ۱۲ سپتامبر ۲۰۱۷)، شیزوکا، سیم ریپ، تاکاماتسو، تویاما، یاماگوچی اوبه، میهو-یوناگو |
| آلیتالیا                                      | لئوناردو دا وینچی-فیومیچینو |
| امریکن ایرلاینز                               | دالاس-فورت ورث |
| آسیانا ایرلاینز                               | آلماتی، آستانه، سووارنابومی، پکن، مکتان-کبو، چانگچون لونگییا، چانگشا هوانگهوا، چنگدو شوانگلیو، اوهر شیکاگو، چنگچینگ ییانگبی، کلارک، دا نانگ، دالیان ژووشویزی، ایندیرا گاندی، فرانکفورت، فوکوئوکا، بایون گوآنگجو، گایلین لیانگ‌جیانگ، هانگجو ژیاشان، نوا به، هاربین تایپینگ، تان سون نهات، هنگ کنگ، بین الملی هونولولو، آتاترک، سوئکارنو-هتا، ججو، جینان یاکیانگ، کالیبو، خاباروفسک ناوی، رومن ت‌متچول، کوماموتو، هیترو لندن، لس‌آنجلس، ماکائو، نینوی آکوئینو، مییازاکی، چوبو سنترایر، نانجینگ لوکو، جان اف کندی، ناها، کانزای، شارل دوگل پاریس، پنوم‌پن، پوکت، کینگدائو لیوتینگ، لئوناردو دا وینچی-فیومیچینو، سایپن، سانفرانسیسکو، نیو چیتوز، سیاتل-تاکوما، سندای، شانگهای پودنگ، شنژن بن، چانگی سنگاپور، سیدنی، تائویوان تایوان، تاشکند، تیانجین بینهای، هانه‌دا، ناریتا، ویهای داشویبو، شی‌آن شیان‌یانگ، یانچنگ نانیانگ، یانجی چائویانگ‌چون، یانتای چائوشوی، یوژنو-ساخالینسک فصلی: آساهیکاوا، هوکایدو، کام رانح چارتر فصلی: هایلار دنگشان، لانجو ژنگچوان، کیکیهار سینجیازی، ونیز مارکو پولو |
| بریتیش ایرویز                                 | هیترو لندن |
| کامبوج انگکور ایر                             | سیم ریپ |
| کاتای پاسیفیک                                 | هنگ کنگ، تائویوان تایوان |
| سبو پسیفیک                                    | مکتان-کبو، کالیبو، نینوی آکوئینو |
| چاینا ایرلاینز                                | گاوشیونگ، تائویوان تایوان |
| هواپیمایی شرقی چین                            | چانگشا هوانگهوا، چانگجو بنیو، کونمینگ چانگشوی، نانجینگ لوکو، نانینگ ووژو، کینگدائو لیوتینگ، شانگهای پودنگ، ووسو تائی‌یوان، ویهای داشویبو، سانن شوفانگ، شی‌آن شیان‌یانگ، یانچنگ نانیانگ، یانتای چائوشوی، ژنگژو سین‌ژنگ |
| هواپیمایی شرقی چین اجرا توسط شانگهای ایرلاینز | شانگهای پودنگ |
| هواپیمایی جنوبی چین                           | پکن، چانگشا هوانگهوا، چانگچون لونگییا، دالیان ژووشویزی، بایون گوآنگجو، لانگ‌دونگ‌بائو گوئی‌یانگ، هاربین تایپینگ، جیاموسی دنگجیاو، مودانجیانگ هایلانگ، شانگهای پودنگ، شنینگ تخین، شنژن بن، یانجی چائویانگ‌چون، ژنگژو سین‌ژنگ، ووهان تیانهه فصلی: نانینگ ووژو، اورومچی دیووپو |
| چک ایرلاینز                                   | پراگ رازیون |
| دلتا ایرلاینز                                 | هارتسفیلد-جکسون آتلانتا، متروپولیتن شهرستان وین دیترویت، سیاتل-تاکوما |
| ایستار جت                                     | سووارنابومی، دا نانگ، فوکوئوکا، نوا به، هنگ کنگ، جینان یاکیانگ، کوتا کینابالو، ناها، کانزای، پوکت، سایپن، نیو چیتوز، سیم ریپ، تائویوان تایوان، ناریتا |
| هواپیمایی امارات                              | دوبی |
| هواپیمایی اتیوپی                              | بوول، هنگ کنگ |
| هواپیمایی اتحاد                               | ابوظبی |
| اوا ایر                                       | گاوشیونگ، تیچون، تائویوان تایوان |
| فن‌ایر                                         | هلسینکی |
| گارودا ایندونزیا                              | انگوراه رای، سوئکارنو-هتا |
| Hawaiian Airlines                             | بین الملی هونولولو |
| هنگ کنگ ایرلاینز                              | هنگ کنگ |
| هنگ کنگ اکسپرس                                | هنگ کنگ |
| خطوط هوایی ژاپن                               | ناریتا (پایان در ۲۵ مارس ۲۰۱۸) |
| ججو ایر                                       | سووارنابومی، مکتان-کبو، دا نانگ، فوکوئوکا، انتونیو بی وان پت، نوا به، هنگ کنگ، جیاموسی دنگجیاو، گاوشیونگ، کوتا کینابالو، ماکائو، نینوی آکوئینو، چوبو سنترایر، کام رانح، ناها، کانزای، پوکت، کینگدائو لیوتینگ، سایپن، سانیا فونیکس، نیو چیتوز، شیاژونگ ژنگدینگ، تائویوان تایوان، ناریتا، ولادی‌وستوک (آغاز از ۲۹ سپتامبر ۲۰۱۷)، ویهای داشویبو، یانتای چائوشوی |
| Jin Air                                       | سووارنابومی، مکتان-کبو، کلارک، دا نانگ، فوکوئوکا، انتونیو بی وان پت، نوا به، هنگ کنگ، بین الملی هونولولو، کیتاکیوشو، کوتا کینابالو، ماکائو، ناها، کانزای، سایپن، نیو چیتوز، تائویوان تایوان، ناریتا، واتایی فصلی: کنز |
| کاال‌ام                                        | اسخیپول آمستردام |
| کورین ایر                                     | اسخیپول آمستردام، ائوموری، هارتسفیلد-جکسون آتلانتا، اوکلند، سووارنابومی، بارسلونا-ال پرات، پکن، بریزبن، گیمهی، قاهره، مکتان-کبو، چانگشا هوانگهوا، چیانگ مای، اوهر شیکاگو، باندرانیکی، دا نانگ، دئگو، دالیان ژووشویزی، دالاس-فورت ورث، ایندیرا گاندی، انگوراه رای، دوبی، فرانکفورت، فوکوئوکا، انتونیو بی وان پت، بایون گوآنگجو، لانگ‌دونگ‌بائو گوئی‌یانگ، هاکوداته، نوا به، هفئی ژینگیاو، تان سون نهات، هنگ کنگ، بین الملی هونولولو، جرج بوش، هونگشان تونکسی، ایرکوتسک، آتاترک، سوئکارنو-هتا، ججو، جینان یاکیانگ، کاگوشیما، تریبهوان، کوماتسو، رومن ت‌متچول، کوالالامپور، کونمینگ چانگشوی، مک‌کاران، هیترو لندن، لس‌آنجلس، مادرید-باراخاس، ابراهیم نصیر، نینوی آکوئینو، میلانو مالپنسا، شرمتیوو، چاتراپاتی شیواجی، نادی، چوبو سنترایر، نانینگ ووژو، جان اف کندی، کام رانح، نیئیگاتا، اویتا، اوکایاما، ناها، کانزای، شارل دو گل، پنوم‌پن، پوکت، پراگ رازیون، کینگدائو لیوتینگ، لئوناردو دا وینچی-فیومیچینو، سانفرانسیسکو، نیو چیتوز، سیاتل-تاکوما، شانگهای پودنگ، شنینگ تخین، شنژن بن، چانگی سنگاپور، سیدنی، تائویوان تایوان، تاشکند، بن گوریون، تیانجین بینهای، هانه‌دا، ناریتا، پیرسون تورنتو، بویانت-اوخا، ونکوور، وین، ولادی‌وستوک، دالس واشینگتن، ویهای داشویبو، ووهان تیانهه، شی‌آن شیان‌یانگ، زیامن گائوچی، یانگون، یانجی چائویانگ‌چون، ژنگژو سین‌ژنگ، زوریخ فصلی: اکیتا، پالکوو |
| Lao Airlines                                  | واتایی |
| لوت پولیش ایرلاینز                            | شوپن ورشو |
| لوفت‌هانزا                                     | فرانکفورت، مونیخ |
| مالزی ایرلاینز                                | کوالالامپور |
| مندرین ایرلاینز                               | گاوشیونگ، تیچون، تائویوان تایوان |
| میات مونگولین ایرلاینز                        | بویانت-اوخا |
| میانمار ایرویز اینترنشنال                     | ماندالای، یانگون |
| Pan Pacific Airlines                          | کالیبو |
| Peach                                         | ناها، کانزای، هانه‌دا |
| فیلیپین ایرلاینز                              | مکتان-کبو، کلارک، کالیبو، نینوی آکوئینو فصلی: باکولود-سیلای |
| فیلیپین ایرلاینز اجرا توسط PAL Express        | تاگبیلاران |
| ایراژیا فیلیپینز                              | مکتان-کبو، کالیبو، نینوی آکوئینو |
| هواپیمایی قطر                                 | حمد |
| اس۷ ایرلاینز                                  | تولمچوا، ولادی‌وستوک فصلی: ایرکوتسک |
| Scoot                                         | چانگی سنگاپور، تائویوان تایوان |
| شاندونگ ایرلاینز                              | جینان یاکیانگ، کینگدائو لیوتینگ، یانتای چائوشوی |
| شنژن ایرلاینز                                 | شنژن بن، شی‌آن شیان‌یانگ، یانتای چائوشوی |
| سیچوان ایرلاینز                               | چنگدو شوانگلیو |
| سنگاپور ایرلاینز                              | لس‌آنجلس، چانگی سنگاپور |
| اسکای انگکور ایرلاینز                         | سیم ریپ، سیهانکویل |
| اسپرینگ ایرلاینز                              | شانگهای پودنگ، شیاژونگ ژنگدینگ |
| تای ایرآسیا ایکس                              | دن موئنگ |
| تای ایرویز اینترنشنال                         | سووارنابومی، هنگ کنگ، تائویوان تایوان |
| تیانجین ایرلاینز                              | تیانجین بینهای |
| ترکیش ایرلاینز                                | آتاترک |
| تی وی ایرلاینز                                | سووارنابومی، دا نانگ، فوکوئوکا، انتونیو بی وان پت، هایکو میلان، تان سون نهات، جینان یاکیانگ، کوماموتو، ماکائو، نینگبو لیشه، اویتا، ناها، کانزای، کینگدائو لیوتینگ، سگا، سایپن، نیو چیتوز، ناریتا، واتایی، ونچو یونگچیانگ |
| Uni Air                                       | تیچون، تائویوان تایوان |
| یونایتد ایرلاینز                              | سانفرانسیسکو, ناریتا (پایان در ۲۸ اکتبر ۲۰۱۷) |
| ازبکستان ایرویز                               | تاشکند |
| ویت‌جت ایر                                     | دا نانگ، کت بای، نوا به، تان سون نهات |
| ویتنام ایرلاینز                               | دا نانگ، نوا به، تان سون نهات |
| ژیامن ایرلاینز                                | فوژو چنگل، کوانژو جینجیانگ، زیامن گائوچی |
| یاکوتیا ایرلاینز                              | فصلی: ایگناتیوا، اولان‌اوده، یاکوتسک |

### باری

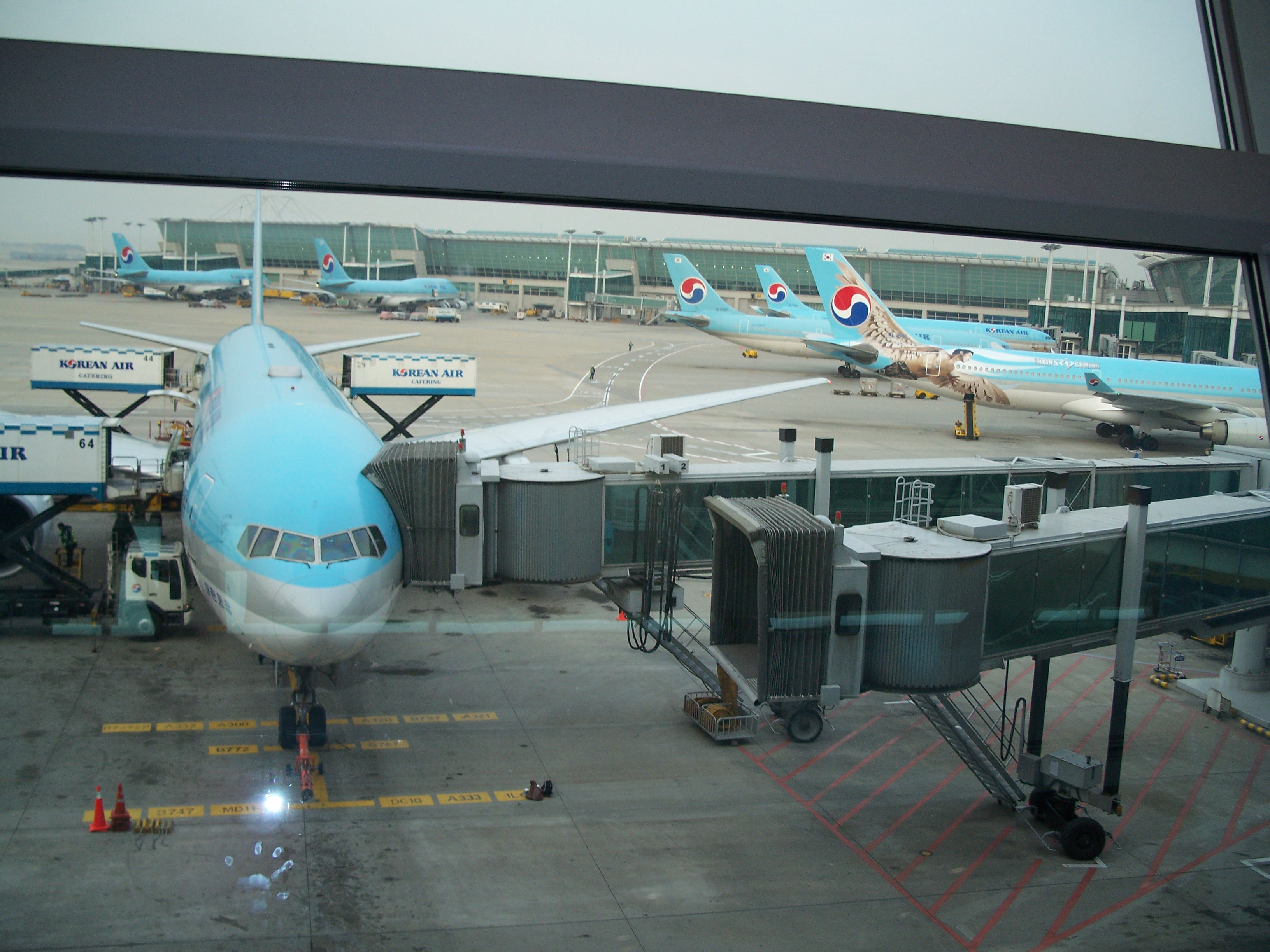
کورین ایر planes awaiting departure

| شرکت‌های هواپیمایی                       | مقصدهای پروازی |
| --------------------------------------- | --- |
| Air China Cargo                         | پکن، شانگهای پودنگ |
| ایر فرانس                               | شارل دوگل پاریس |
| ایر اینچئون                             | جینان یاکیانگ، کینگدائو لیوتینگ، ناریتا، بویانت-اوخا، یانتای چائوشوی، یوژنو-ساخالینسک |
| AirBridgeCargo                          | دوموده‌دوو، شرمتیوو، پالکوو |
| آل نیپون ایرویز                         | ناها، کانزای، ناریتا |
| آسیانا ایرلاینز                         | تد استیونز انکوریج، هارتسفیلد-جکسون آتلانتا، سووارنابومی، بروکسل، اوهر شیکاگو، دالاس-فورت ورث، فرانکفورت، بایون گوآنگجو، هنگ کنگ، استانستد لندن، لس‌آنجلس، نینوی آکوئینو، میامی، میلانو مالپنسا، دوموده‌دوو، چوبو سنترایر، جان اف کندی، کانزای، پالکوو، سانفرانسیسکو، سیاتل-تاکوما، شانگهای پودنگ، چانگی سنگاپور، تیانجین بینهای، ناریتا، هانه‌دا، وین، یانتای چائوشوی |

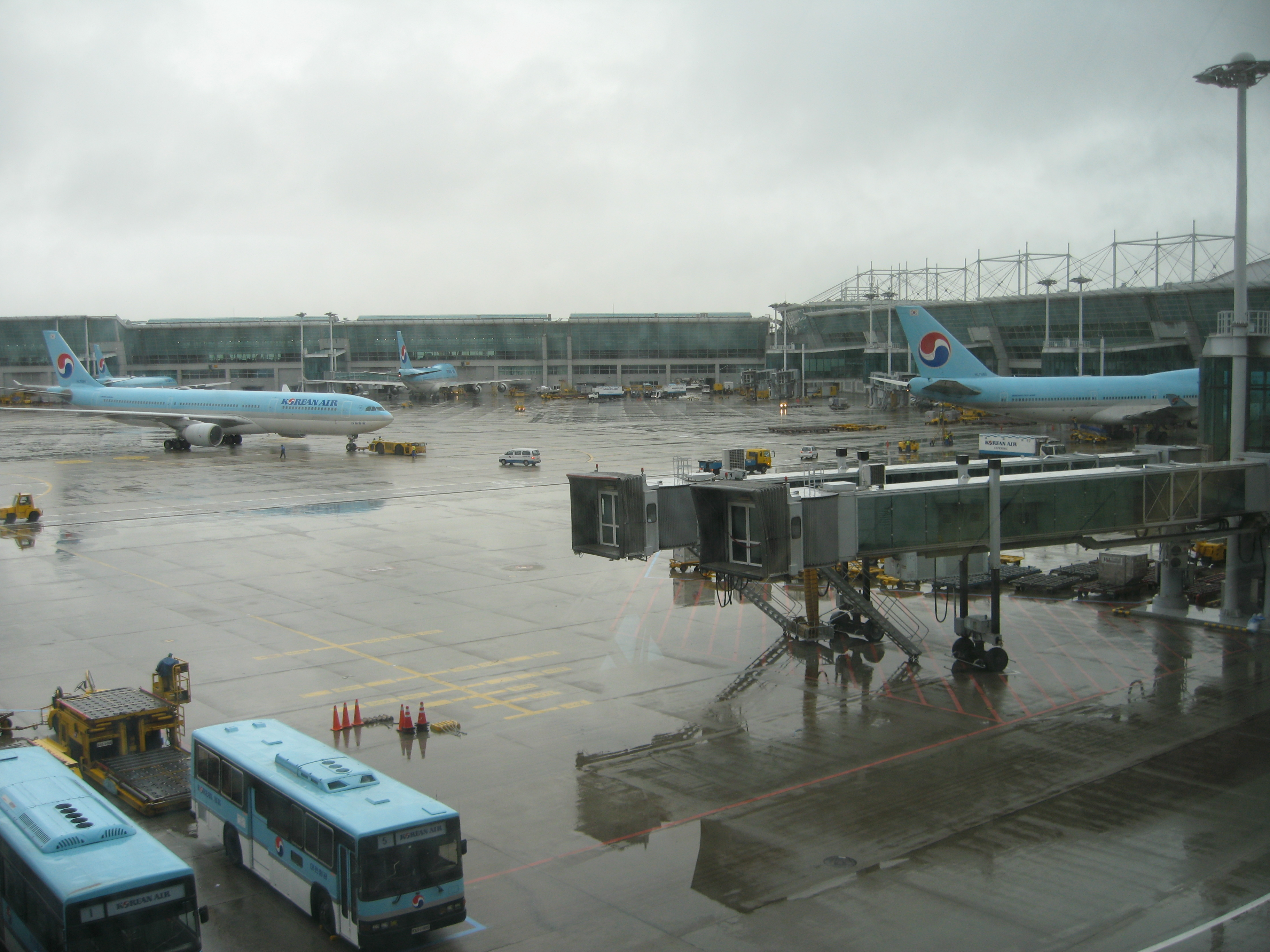
کورین ایر A330 taxiing out at Incheon Airport

| کارگولوکس                               | لوگزامبورگ - فیندل |
| کاتای پاسیفیک                           | هنگ کنگ، کانزای |
| Centurion Air Cargo                     | میامی |
| چاینا کارگو ایرلاینز                    | شانگهای پودنگ |
| چاینا پستال ایرلاینز                    | پکن، شی‌آن شیان‌یانگ، یانتای چائوشوی |
| دی‌اچ‌ال اوییشن اجرا توسط آئرولوگیک       | لایپزیگ/هال |
| دی‌اچ‌ال اوییشن اجرا توسط اطلس ایر        | اوهر شیکاگو، سینسیناتی/کنتاکی شمالی، هنگ کنگ |
| دی‌اچ‌ال اوییشن اجرا توسط ایر هنگ‌کنگ      | هنگ کنگ |
| دی‌اچ‌ال اوییشن اجرا توسط کالیتا ایر      | تد استیونز انکوریج، اوهر شیکاگو، سینسیناتی/کنتاکی شمالی، جان اف کندی، شانگهای پودنگ |
| دی‌اچ‌ال اوییشن اجرا توسط Southern Air    | پکن، اوهر شیکاگو، سینسیناتی/کنتاکی شمالی، دالاس-فورت ورث، هنگ کنگ، لس‌آنجلس، جان اف کندی، سانفرانسیسکو |
| دی‌اچ‌ال اوییشن اجرا توسط پولار ایر کارگو | تد استیونز انکوریج، سینسیناتی/کنتاکی شمالی، هنگ کنگ، لس‌آنجلس، ملبورن، شانگهای پودنگ، چانگی سنگاپور، سیدنی، تائویوان تایوان |
| امارات اسکای‌کارگو                       | آل مکتوم، کانزای |
| هواپیمایی اتحاد                         | ابوظبی |
| فدکس اکسپرس                             | تد استیونز انکوریج، پکن، بایون گوآنگجو، لس‌آنجلس، ممفیس، شانگهای پودنگ |
| هنگ کنگ ایرلاینز                        | هنگ کنگ |
| کورین ایر                               | اسخیپول آمستردام، هارتسفیلد-جکسون آتلانتا، سووارنابومی، بازل-مولوز-فرایبورگ اروپا، پکن، ال دورادو، لوگان، بروکسل، ویراکوپوس-کامپیناس، اوهر شیکاگو، چنای، چئونگ‌جو، کپنهاگ، دالاس-فورت ورث، فرانکفورت، دن میگوئل هیدالگو وای کوستیا، بایون گوآنگجو، نوا به، تان سون نهات، هنگ کنگ، آتاترک، سوئکارنو-هتا، کوالالامپور، خورخه چاوز، هیترو لندن، استانستد لندن، لس‌آنجلس، نینوی آکوئینو، میامی، میلانو مالپنسا، شرمتیوو، چاتراپاتی شیواجی، ناوویی، جان اف کندی، کانزای، گاردرموئن اسلو، شارل دوگل پاریس، پنانگ، کینگدائو لیوتینگ، سانفرانسیسکو، سیاتل-تاکوما، شانگهای پودنگ، چانگی سنگاپور، استکهلم-آرلاندا، سیدنی، امام خمینی، بن گوریون، ناریتا، هانه‌دا، پیرسون تورنتو، ونکوور، وین، زیامن گائوچی، ساراگوسا |
| لوفت‌هانزا کارگو                         | فرانکفورت، یملیانو |
| نیپون کارگو ایرلاینز                    | کانزای، شانگهای پودنگ، ناریتا |
| اوکی ایرویز                             | تیانجین بینهای |
| Polet Airlines                          | چرتوویتسکویه |
| کانتاس فرایت                            | اوهر شیکاگو، سیدنی |
| هواپیمایی قطر                           | حمد |
| SF Airlines                             | ژنگژو سین‌ژنگ |
| Sky Lease Cargo                         | میامی |
| سیلک وی ایرلاینز                        | حیدر علی‌اف |
| ترکیش ایرلاینز                          | آلماتی، مناس، آتاترک |
| یوپی‌اس ایرلاینز                         | آلماتی، تد استیونز انکوریج، هنگ کنگ، کینگدائو لیوتینگ، شنژن بن، تائویوان تایوان، ژنگژو سین‌ژنگ |
| ازبکستان ایرویز                         | امام خمینی |
| ولگا-نپر ایرلاینز                       | یملیانو |
| یانگتزه ریور اکسپرس                     | هانگجو ژیاشان، کینگدائو لیوتینگ، شانگهای پودنگ |